# پی‌اس‌آر جی۲۱۴۴–۳۹۳۳
پی‌اس‌آر جی۲۱۴۴-۳۹۳۳ یک ستاره است که در صورت فلکی میکروسکوپ قرار دارد.